# Stormmeeuw
De stormmeeuw (Larus canus) is een vogel uit de familie van de meeuwen (Laridae). De wetenschappelijke naam van de soort werd in 1758 gepubliceerd door Carl Linnaeus.

## Veldkenmerken
De soort vertoont oppervlakkig enige gelijkenis met de zilvermeeuw, maar is met zijn 38 tot 44 cm lengte gemiddeld bijna 20 cm kleiner dan die soort. Hij heeft geelgroene poten en een groenachtige snavel die bovendien iets slanker en spitser is dan de snavel van de zilvermeeuw. De kop is ronder dan die van een zilvermeeuw en het oog heeft (in Europa) een donkere iris; daardoor lijkt de stormmeeuw 'vriendelijker' dan de zilvermeeuw met zijn lichtgele iris ('gemene ogen'). De witte vlek in de zwarte vleugelpunt vormt in de vlucht een aaneengesloten ovaal; bij de zilvermeeuw is het wit meer verbrokkeld. In de winter is de kop grijs. Aan de hand van deze kenmerken zijn deze soorten goed van elkaar te onderscheiden.

## Leefwijze
Het voedsel bestaat uit insecten, wormen, muizen, vissen, eieren, jonge vogels en afval.

## Voortplanting
Het legsel bestaat uit twee tot vier glanzende eieren, van grijsbruin tot grijsgroen met roodbruine en donkerbruine vlekken en grijze ondervlekken.

## Verspreiding en leefgebied
Er worden drie ondersoorten onderscheiden:
- L. c. canus: van IJsland en de Britse Eilanden tot de Witte Zee
- L. c. heinei: van westelijk Rusland tot centraal Siberië
- L. c. kamtschatschensis: in noordoostelijk Siberië

## Status in Nederland
De stormmeeuw broedt sinds 1908 in Nederland. Op de waddeneilanden en langs de Hollandse en Zeeuwse kust is de vogel het hele jaar door te zien, in het binnenland vrijwel alleen in de winter.

## Status
Volgens SOVON daalde in de periode 1990-2020 het aantal broedparen significant met iets minder dan 5% per jaar. Rond 2007 broedden er nog ongeveer 6600 paar in Nederland en in 2020 nog 2600-3000 paar. De aantallen buiten de broedtijd stegen tot 1997 en bleven daarna stabiel. De soort is in 2004 niet op de Nederlandse Rode Lijst gezet. De stormmeeuw staat wél als zeldzaam op de Vlaamse Rode Lijst. De meeuw staat als niet bedreigd op de internationale Rode Lijst van de IUCN, maar valt weer wel onder het AEWA-verdrag.

## Afbeeldingen

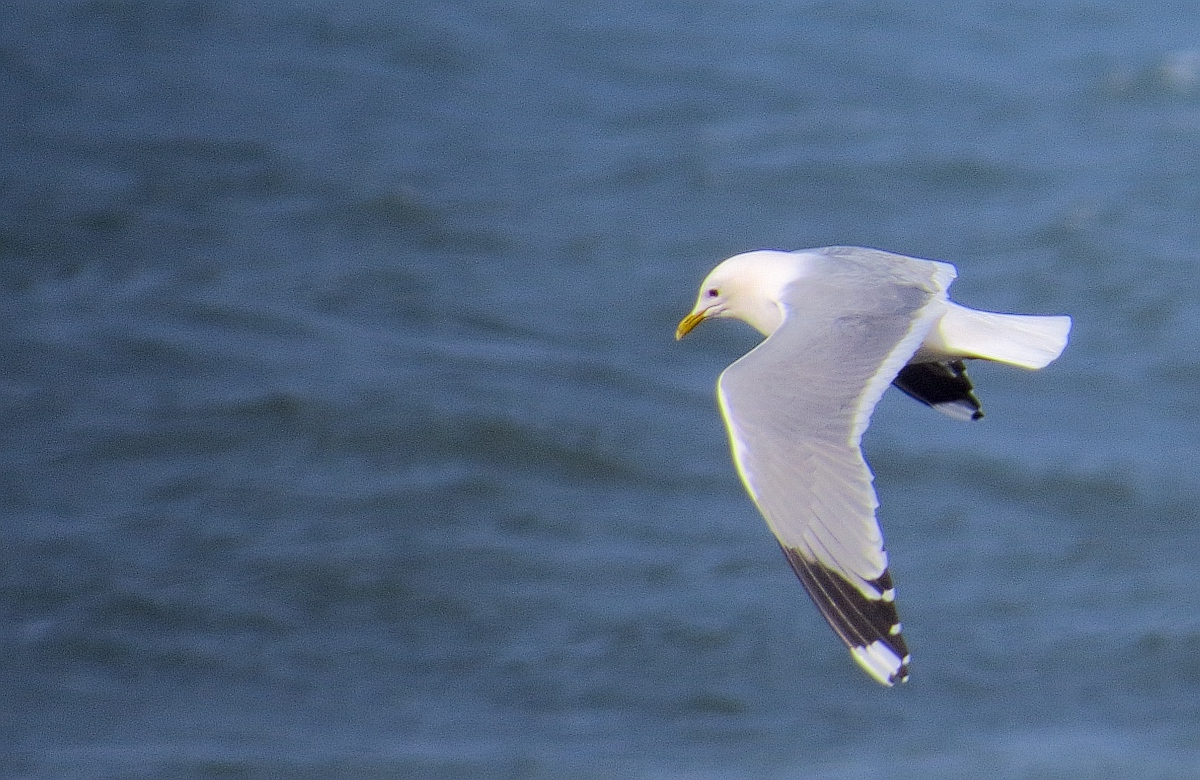
Vliegbeeld met aaneengesloten witte vlek in zwarte vleugelpunt
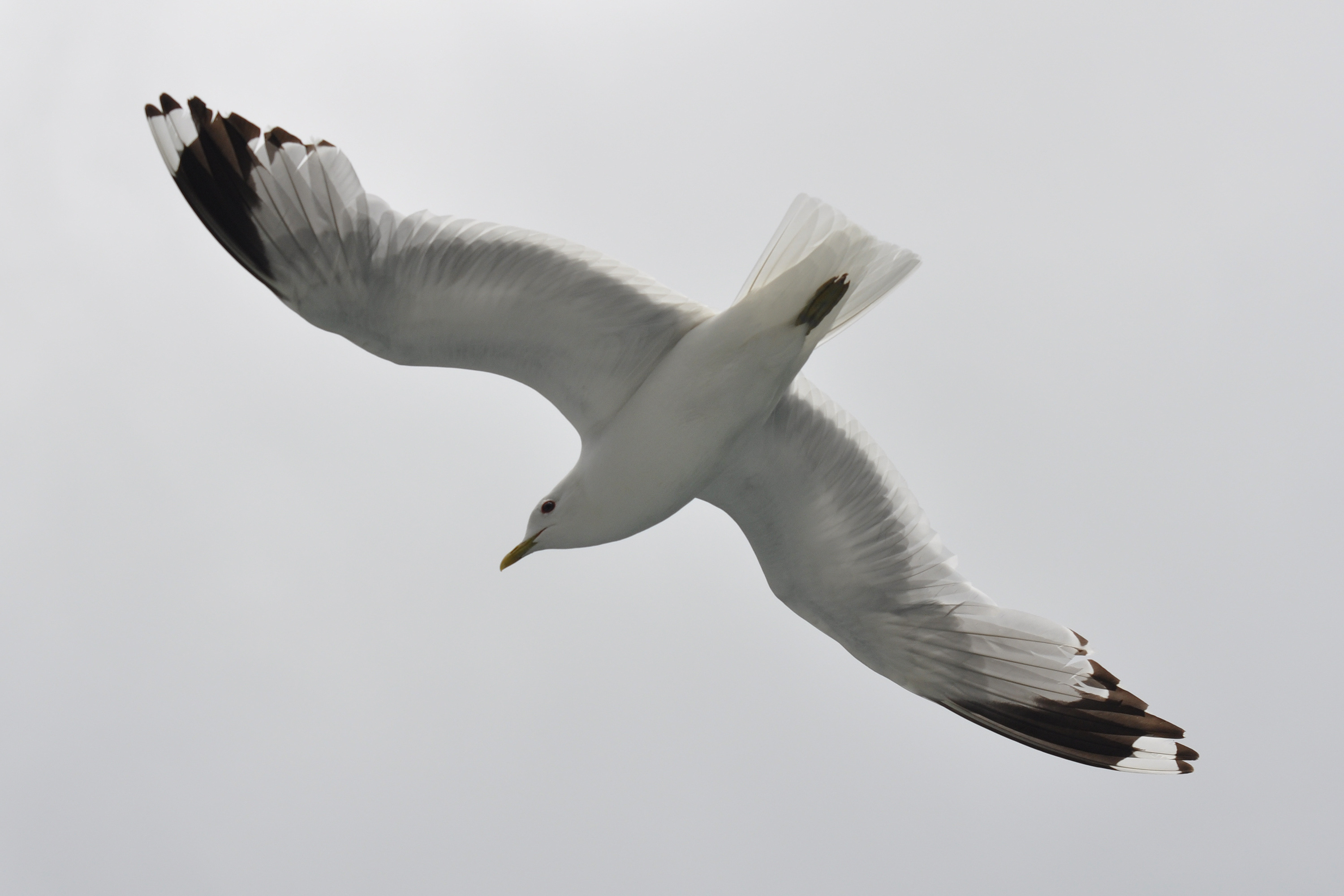
Vliegbeeld: onderzijde
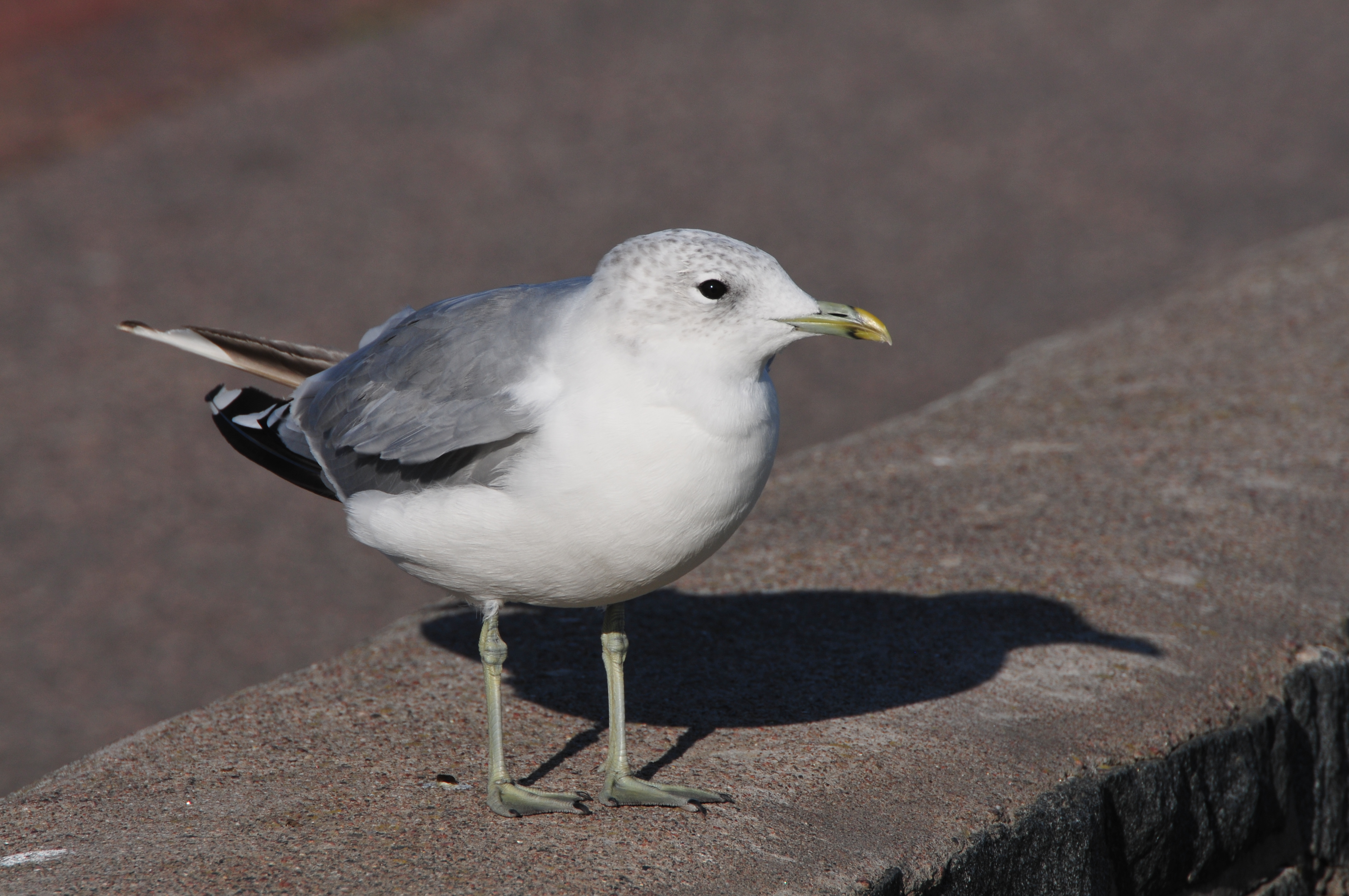
Grijze kop van het winterkleed
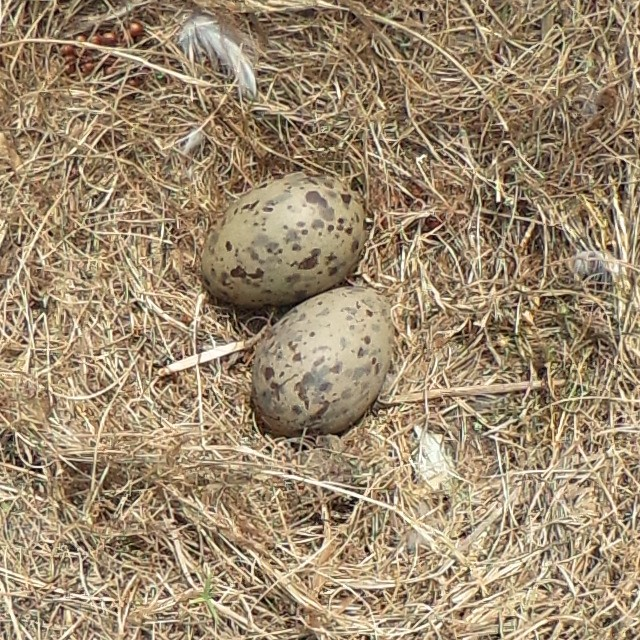
Legsel
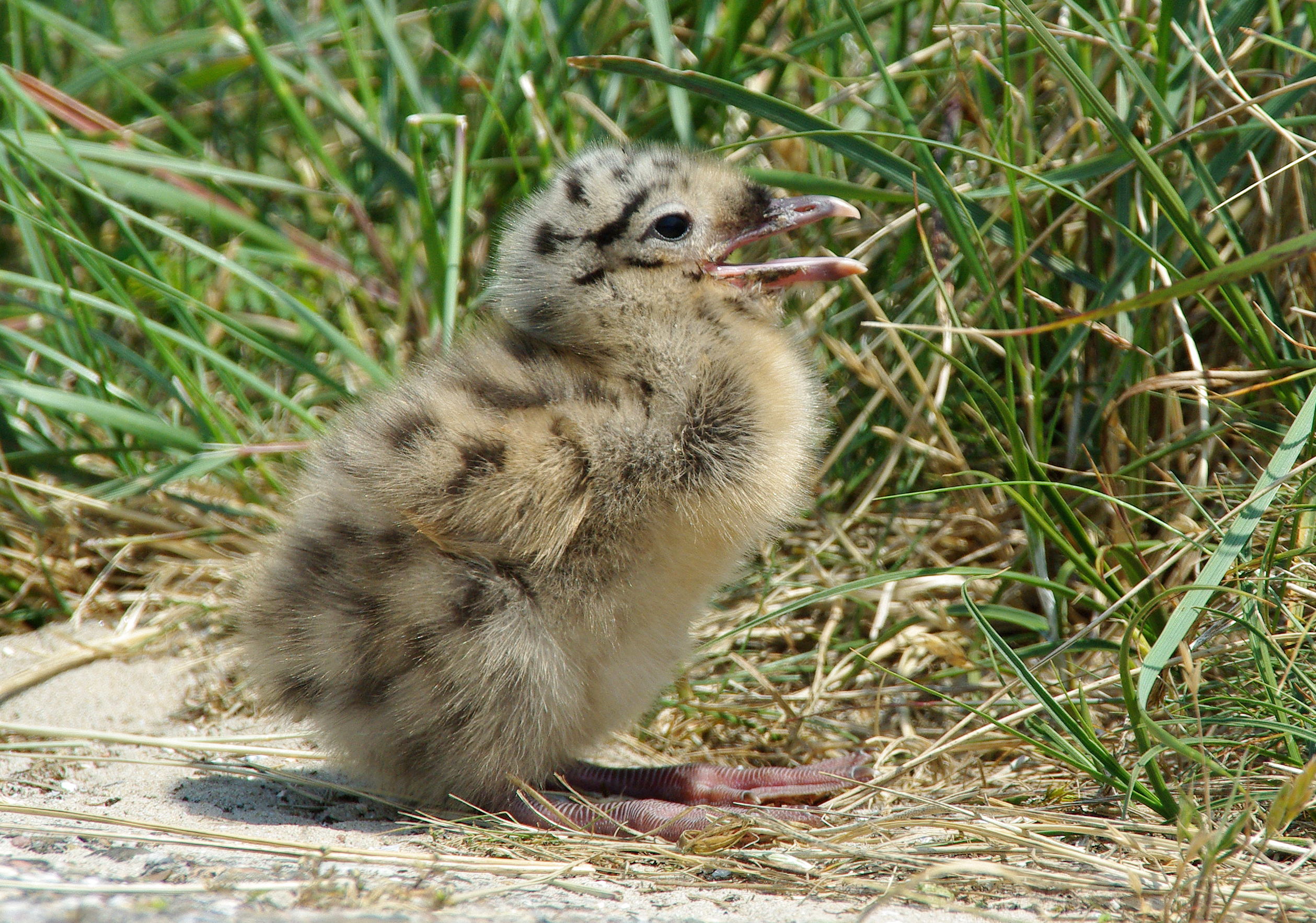
Kuiken
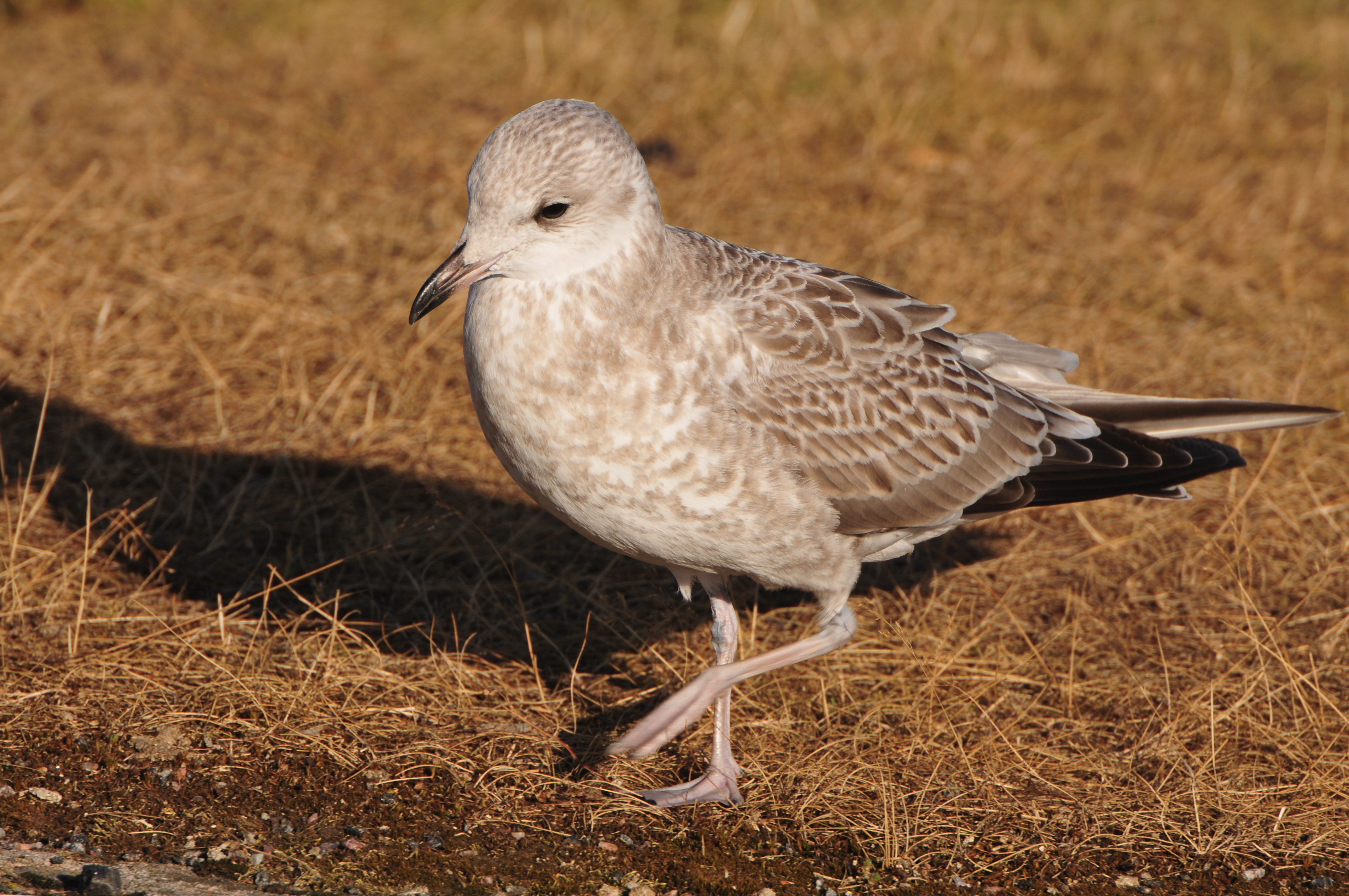
Juveniel
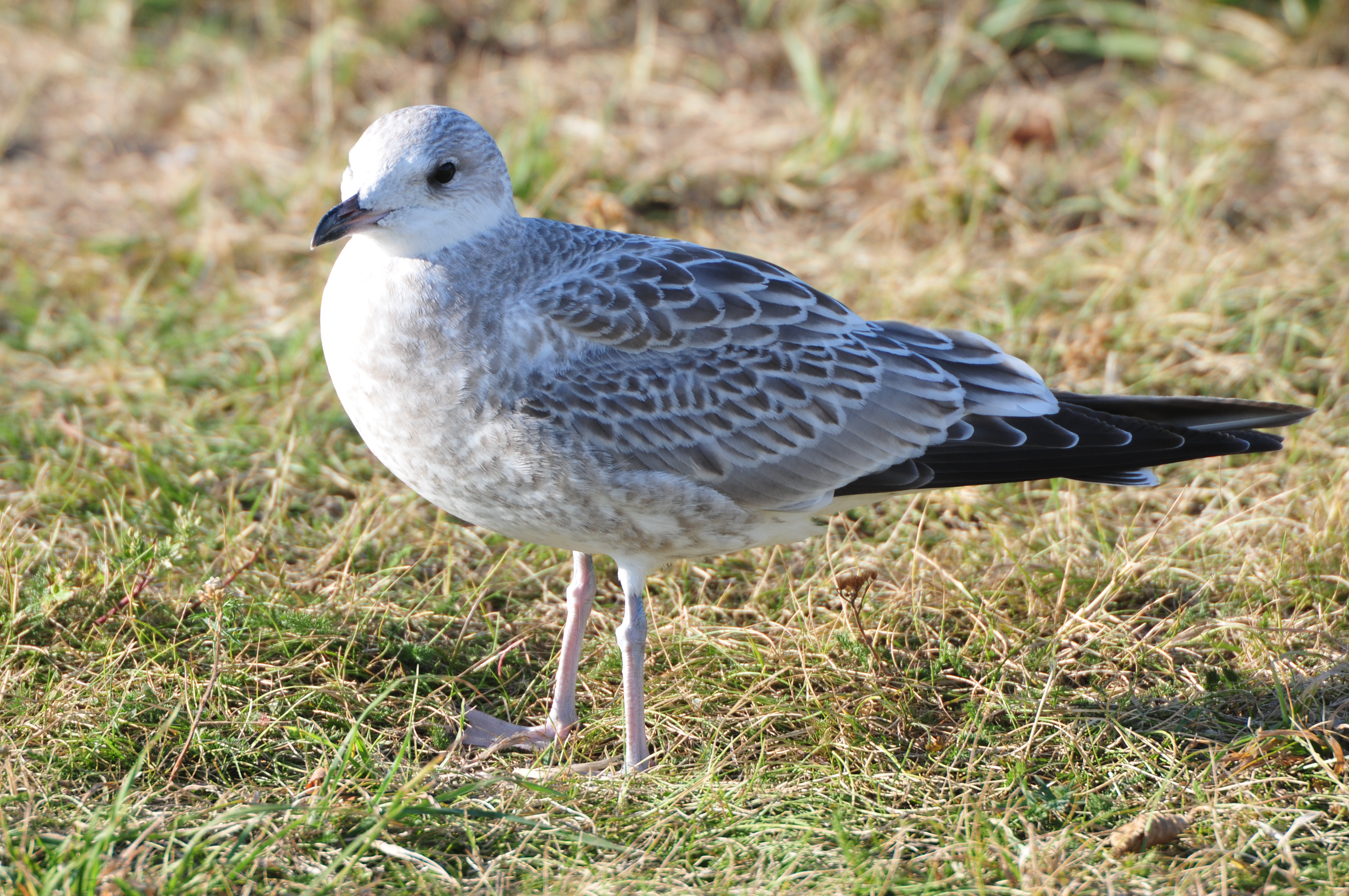
Tweedejaars kleed
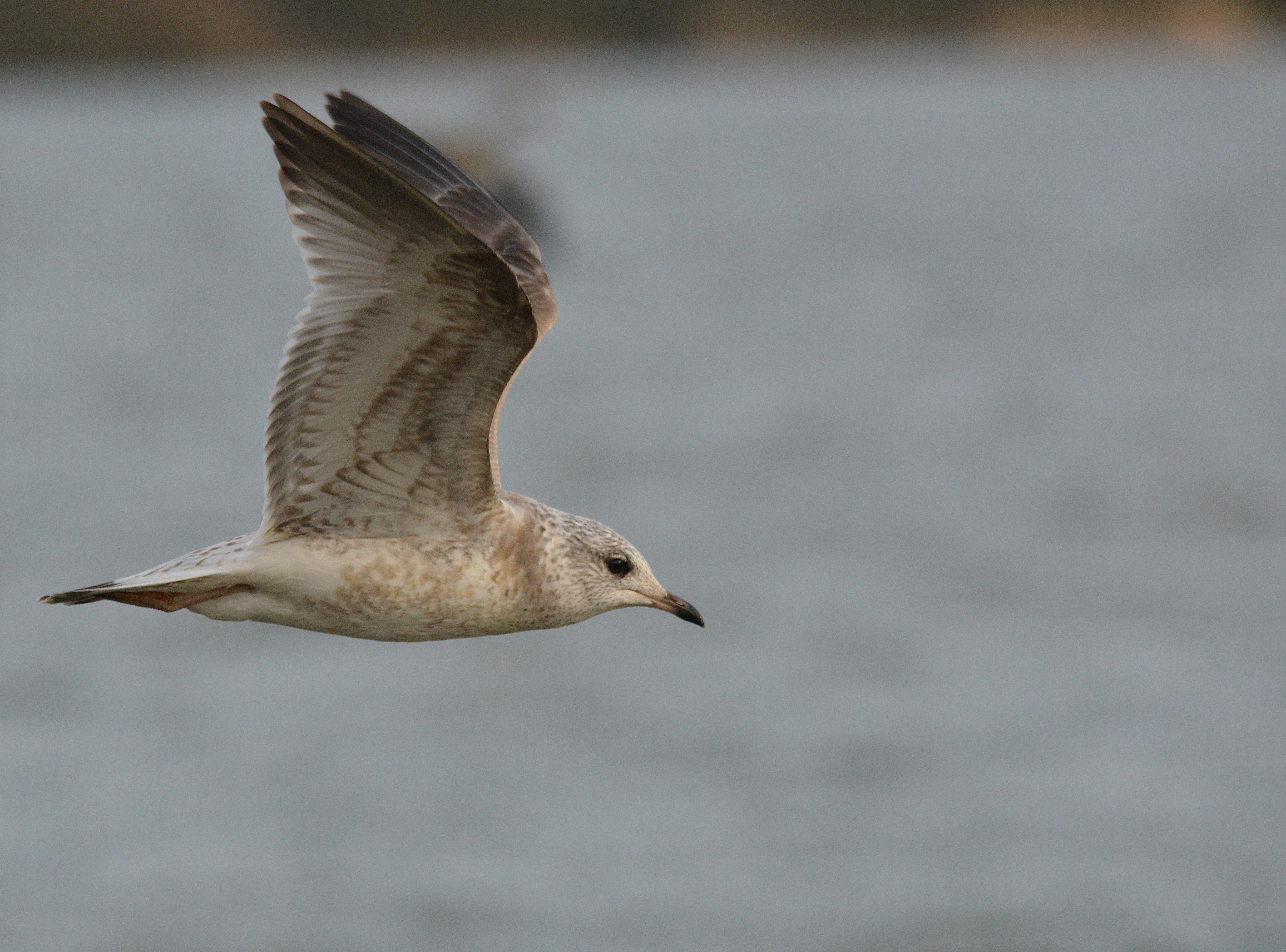
Vliegbeeld juveniel